# Chiesa di Sant'Andrea (Buriano)
La chiesa di Sant'Andrea era un edificio religioso situato nel territorio comunale di Castiglione della Pescaia, presso la frazione di Buriano.
Di origini medievali, la chiesa è citata per la prima volta in un documento datato 1049; in seguito divenne una suffraganea della pieve di Santa Maria Assunta a Buriano, al pari della non lontana chiesa di Santa Margherita. La presenza di questo edificio religioso si perde molto presto nel tempo, venendo ricordata per le ultime volte nelle Rationes Decimarum del periodo a cavallo tra il Duecento e il Trecento; è ipotizzabile, pertanto, che il suo abbandono sia avvenuto gradualmente tra il tardo Medioevo e gli inizi dell'epoca rinascimentale, e che in seguito l'antico complesso religioso sia scomparso venendo sostituito nelle sue originarie funzioni dalla pieve da cui dipendeva.
Della chiesa di Sant'Andrea sono state completamente perse tutte le tracce già in epoca remota, tanto da dividere anche gli studiosi sulla sua possibile ubicazione: secondo alcuni la chiesa era situata ai piedi dell'abitato presso la località di Sant'Andrea, il cui toponimo ne ricorderebbe il luogo di ubicazione, mentre secondo altri studi che si basano sull'analisi dei documenti medievali la chiesa doveva essere ubicata all'interno dell'antico insediamento castellano medievale.